# Карога-Лейк (Нью-Йорк)
Карога-Лейк (англ. Caroga Lake) — переписна місцевість (CDP) в США, в окрузі Фултон штату Нью-Йорк. Населення — 548 осіб (2020).

## Географія
Карога-Лейк розташована за координатами 43°8′2″ пн. ш. 74°28′54″ зх. д. / 43.13389° пн. ш. 74.48167° зх. д. (43.133971, -74.481652).  За даними Бюро перепису населення США в 2010 році переписна місцевість мала площу 8,74 км², з яких 6,48 км² — суходіл та 2,26 км² — водойми.

## Демографія
Згідно з переписом 2010 року, у переписній місцевості мешкало 518 осіб у 236 домогосподарствах у складі 139 родин. Густота населення становила 59 осіб/км².  Було 899 помешкань (103/км²).
Расовий склад населення:
| - 97,9 % — білих - 0,4 % — азіатів - 0,2 % — корінних американців |

До двох чи більше рас належало 1,5 %. Частка іспаномовних становила 0,2 % від усіх жителів.
За віковим діапазоном населення розподілялося таким чином: 17,0 % — особи молодші 18 років, 68,3 % — особи у віці 18—64 років, 14,7 % — особи у віці 65 років та старші. Медіана віку мешканця становила 48,4 року. На 100 осіб жіночої статі у переписній місцевості припадало 112,3 чоловіків;  на 100 жінок у віці від 18 років та старших — 110,8 чоловіків також старших 18 років.
Середній дохід на одне домашнє господарство  становив 62 927 доларів США (медіана — 45 083), а середній дохід на одну сім'ю — 73 591 долар (медіана — 58 269). Медіана доходів становила 45 278 доларів для чоловіків та 35 435 доларів для жінок. За межею бідності перебувало 7,1 % осіб, у тому числі 0,0 % дітей у віці до 18 років та 0,0 % осіб у віці 65 років та старших.
Цивільне працевлаштоване населення становило 238 осіб. Основні галузі зайнятості: освіта, охорона здоров'я та соціальна допомога — 22,7 %, науковці, спеціалісти, менеджери — 16,8 %, виробництво — 16,0 %, будівництво — 15,5 %.